# Radikalstarter
Radikalstarter ist die Bezeichnung für eine bestimmte Gruppe chemischer Verbindungen, die für einige chemische Synthesen von Nutzen sind. Es sind Initiatoren von radikalischen Reaktionen (siehe auch: Chemische Reaktion), die durch thermolytische (schon ab Raumtemperatur) oder photolytische Spaltung entstehen. Sie bilden also jene reaktionsfreudigen Radikale, welche die gewünschte radikalische Reaktion (z. B. eine radikalische Polymerisation) „starten“. Bevorzugte Starter sind Azoverbindungen und Peroxide. Besitzt der Radikalstarter eine Azogruppe (-N=N-), so wird dieser auch als Azostarter bezeichnet.

## Bekannte Radikalstarter
Die Bildung der Radikale erfolgt durch homolytische Spaltung einer Bindung. Radikalstarter sind bei der Herstellung mehrerer wirtschaftlich bedeutender Kunststoffe (wie beispielsweise Polyvinylchlorid oder Polystyrol) unverzichtbar. 

### Azoisobutyronitril (AIBN)
Azobis(isobutyronitril) zerfällt in zwei Isobutyronitril-Radikale und ein Stickstoffmolekül: 

### Dibenzoylperoxid (DBPO)
Dibenzoylperoxid DBPO zerfällt in zwei Benzoyloxy-Radikale, wobei die Spaltung der Sauerstoff-Sauerstoff-Bindung thermolytisch oder photolytisch erfolgen kann:
Die Bildung von Benzoyloxy-Radikalen ist eine technisch wichtige Radikalstart-Reaktion bei der Herstellung von Polymeren.

### Anorganische Peroxide
Anorganische Peroxide wie Peroxodisulfate zersetzen sich beim Erwärmen unter Bildung von Sulfatradikalen:
Polystyrol kann beispielsweise durch Initiierung mit Peroxodisulfat hergestellt werden.

### Andere
- Bis(2-ethylhexyl)peroxydicarbonat, z. B. Vinylchlorid zu PVC und für die Vernetzung von z. B. Polypropylen.
- Methylethylketonperoxid initiiert die Polymerisation von ungesättigten Polyesterharzen. Es entsteht durch die Reaktion von Butanon mit Wasserstoffperoxid.[2]
- Bis(methansulfonyl)peroxid,  Initiator für radikalische Polymerisationen, zum Beispiel von Styrol, Methylmethacrylat und Vinylidenchlorid